# Bach von den Rehwiesen
Der Bach von den Rehwiesen ist ein etwa eineinhalb Kilometer langer linker und südöstlicher Zufluss des Hollerbaches im Odenwald.

## Geographie

### Verlauf
Der Bach von den Rehwiesen entspringt im Odenwald auf einer Höhe von etwa 353 m ü. NHN östlich von Brensbach-Höllerbach am Südosthang des Schludroffs (373,8 m ü. NHN). 
Er fließt zunächst in westlicher Richtung  durch Grünland, richtet dann seine Lauf mehr nach Nordwesten aus, läuft nun durch eine Wiese am Südrande eines Nadelwaldes. 
Er mündet schließlich auf einer Höhe von etwa 224 m ü. NHN in Höllerbach an der Ecke Breubergstraße/Schafhofweg in den Hollerbach.
Sein etwa 1,5 km langer Lauf endet ungefähr 129 Höhenmeter unterhalb seiner Quelle, er hat somit ein mittleres Sohlgefälle von etwa 86 ‰.

### Flusssystem Gersprenz
- Fließgewässer im Flusssystem Gersprenz